# Horslips
Horslips byla irská skupina působící v 70. letech 20. století, která skládala, upravovala a hrála hudbu označovanou jako keltský rock a při svých vystoupeních popularizovala irské národní tance (jig a reel). Její členové jsou uváděni jako otcové keltského rocku, pro spojení tradiční irské hudby a rocku, čímž ovlivnili mnoho místních i mezinárodních následovníků. Skupina byla založena v roce 1970 a rozpadla se v roce 1980. Horslips byli jednou z nejvlivnějších irských skupin své éry.

## Diskografie

### Původní studiová alba
- Happy to Meet – Sorry to Part (1972)
- The Táin (1973)
- Dancehall Sweethearts (1974)
- The Unfortunate Cup of Tea (1975)
- Drive the Cold Winter Away (1975)
- The Book of Invasions (1976)
- Aliens (1977) U.S. #98[1]
- The Man Who Built America (1978) U.S. #155[1]
- Short Stories/Tall Tales (1979)
- Roll Back (2004)

### Odds and sods collections
- Tracks from the Vaults (1977)

### Koncertní alba
- Horslips Live (1976)
- The Belfast Gigs (1980)